# Mindelheim
Mindelheim (in dialetto svevo Mindelhoi) è un comune tedesco di 14 748 abitanti, situato nel land della Baviera a circa 50 km da Monaco di Baviera.

## Amministrazione

### Gemellaggi
- Bourg-de-Péage, dal 1961
- Schwaz, dal 1990
- East Grinstead, dal 1994[2]
- Sant Feliu de Guíxols, dal 1994
- Termeno sulla Strada del Vino, dal 1994
- Verbania, dal 1994

### Patti d'amicizia
- Sansepolcro, dal 2018